# Louis-Hubert Farabeuf
Louis-Hubert Farabeuf, né le 6 mai 1841 à Bannost et mort le 13 août 1910 à Beton-Bazoches, est un chirurgien français à qui l'on attribue l'introduction de l'hygiène dans l'enseignement médical français. Sa statue s'élève dans la cour centrale de  l'École nationale de médecine de Paris, dont le Grand Amphithéâtre porte également son nom.

## Biographie

### Jeunesse
Louis-Hubert Farabeuf nait le 6 mai 1841 à La Conquillie, lieu-dit de Bannost, en Seine-et-Marne, en France. En 1848, sa famille déménage à Beton-Bazoches et, en 1852, il rentre à l’internat du collège de Provins. En 1859, il rejoint Paris pour étudier la médecine.
Fils de cultivateurs, il devient externe des hôpitaux de Paris en 1861. Il est nommé Interne des hôpitaux de Paris au concours de 1864, aide d'anatomie en 1868 et prosecteur en anatomie en 1872. Devenu professeur agrégé de médecine en 1876 et chef de travaux anatomiques en 1878, il inaugure l'enseignement de Médecine opératoire à la Faculté de Médecine de Paris. Il rédige plusieurs opuscules (précis) de chirurgie et invente un certain nombre d'instruments médicaux encore utilisés aujourd'hui (pince de Farabeuf, écarteurs de Farabeuf). Il est promu professeur titulaire d'anatomie en 1887.
Il est conseiller général pour le canton de Villiers-Saint-Georges de 1878 à 1888.
Il meurt des suites d’une hernie étranglée, opérée par un de ses élèves à domicile comme cela se pratiquait encore à l’époque.
Un poème est inscrit sur sa tombe à Beton-Bazoches :
- Passant nous te plaignons si tu n’as pas pu connaître
- Cet homme  vraiment grand dans la paix endormi.
- Ses disciples navrés ont pleuré ce bon maître.
- Et les petits enfants leur tendre vieillard.

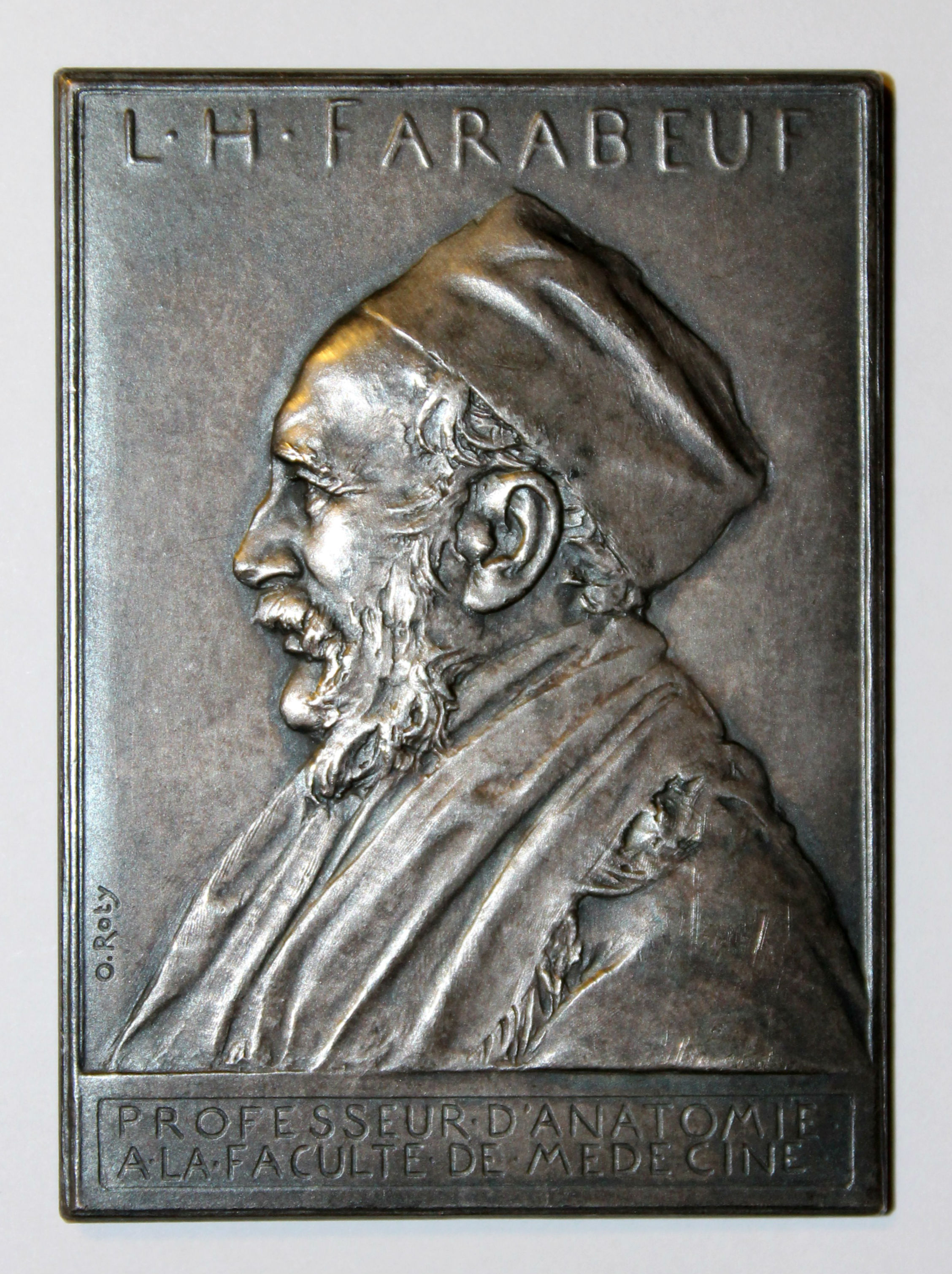
Médaille Louis Hubert Farabeuf par Oscar Roty.

## Farabeuf: personnage de fiction
- Ses textes vigoureux et ses descriptions des techniques d'amputation ont attiré l'attention de l'écrivain mexicain Salvador Elizondo.  Elizondo a entremêlé, dans son livre Farabeuf ou la chronique d'un instant (1965), des évènements empruntés aux vies de Dupuytren, Muybridge, Daguerre et Nadar, parmi d'autres. Ce n'est pas une biographie.

## Œuvres et publications
- Louis-Hubert Farabeuf, A. Parent, De la Confection des moignons (œuvre littéraire), 1871.
- De l'épiderme et des épithéliums, G. Masson (Paris), 1872, lire en ligne sur Gallica
- Exposé des titres et travaux scientifiques, Davy (Paris), 1886, Texte intégral
- De l'épiderme et des épithéliums, Martiet, Paris, 1872.
- Précis de manuel opératoire, Masson (Paris), 1872, Lire en ligne
- «De la luxation du pouce en arrière», in: Bulletin de l'Académie de Chirurgie, 1876, vol. 2, p. 21-62, Texte disponible en ligne dans Maîtrise Orthopédique no 136 - août 2004.
- Précis de médecine opératoire, G. Masson (Paris), 1872-1881, lire en ligne sur Gallica
- Principes fondamentaux d'obstétrique vérifiés, rectifiés ou établis à l'aide de l'expérimentation sur le mannequin naturel et de l'observation sur la parturiente. Introduction à l'étude clinique et à la pratique des accouchements : anatomie, présentations et positions, mécanisme, toucher, manœuvres, extraction du siège, version, forceps, G. Steinheil (Paris), 1891, lire en ligne sur Gallica, édition de 1904 lire en ligne sur Gallica, édition de 1909 lire en ligne sur Gallica
- Précis de manuel opératoire, G. Masson (Paris), 1893, lire en ligne sur Gallica, édition de 1889 Lire en ligne
- Précis de manuel opératoire [Nouvelle édition complètement revue et augmentée de figures nouvelles. I. Ligatures des artères. II. Amputations. III. Résections. Appendice.] (862 figures.) lire en ligne sur Gallica
- (Coécrit avec H.Varnier) Introduction à l'étude clinique et à la pratique des accouchements, Steinheil (Paris), 1891. Préface du Pr A. Pinard.
- Les vaisseaux sanguins des organes génito-urinaires du périnée et du pelvis, Masson (Paris), 1905, Lire en ligne.
- Introduction à l'étude clinique et à la pratique des accouchements, Steinheil (Paris), 1908, Lire en ligne

## Éponymie
Instruments :
- écarteur de Farabeuf

Écarteur de Farabeuf

- scie de Farabeuf : scie à amputation à lames tournantes
- davier de Farabeuf
- rugine droite ou courbe de Farabeuf[3]
- cisaille de Farabeuf
- bistouri de Farabeuf
- pince de Farabeuf
- clamp de Farabeuf
- sonde cannelée de Farabeuf
- collier de Farabeuf
- rail plein et rail creux de Farabeuf

Anatomie :
- triangle de Farabeuf : région latérale du cou limitée en haut par le nerf hypoglosse formant la base supérieure, la veine jugulaire interne en arrière et la veine faciale commune en avant[4].
- tronc veineux de Farabeuf : branche de la veine jugulaire interne.
- tronc artériel de Farabeuf : tronc artériel thyro-cervical, collatérale de l'artère sous-clavière droite.
- lames sacro-recto-génito-pubiennes de Farabeuf
- Collier de Farabeuf : saillie transversale sur la face supérieure du col du talus
- deltoïde fessier de Farabeuf : ensemble de muscles formés par le grand fessier en arrière , du tenseur du fascia lata  en avant et du fascia lata sur lequel ils s'insèrent, permettant l'abduction de la hanche.
- heurtoir de Farabeuf : saillie osseuse à la face médiale et inférieure de la clavicule.

Signe clinique :
- signe de Farabeuf[5],[6]

Manœuvre de Farabeuf :
- Réduction d'une luxation postérieure de l'articulation métacarpophalangienne du pouce fait suite à un traumatisme en hyper-extension[7].